# Iúri Rio Branco
Iuri Rio Branco é músico, produtor, compositor e diretor musical, natural de Brasília - Brasil, ele produziu alguns dos últimos grandes discos da música brasileira. Três vezes indicado ao Grammy Latino e com certificações Ouro, Platina e Diamante, vem mudando a cara da nova cena pop alternativa no Brasil. Colaborou com nomes como: Luedji Luna, Liniker, Don L, Jean Tassy, Marina Sena, Gal Costa, Little Simz, Urias, Wiu, Flora Matos,  Mc Davi, Daniel Ganjaman, Alice Caymmi, Rachel Reis, Duquesa, Yago Opróprio, Rincon Sapiência, Luisa Sonza, Carol Biazin e inúmeros outros, levando suas referências musicais do rap, reggae , música brasileira, africana e latina com sua leitura única e atual agregando batidas e sonoridades peculiares. Iuri atua desde 2009 como compositor de trilhas sonoras para cinema, TV e publicidade.
Produziu músicas para séries da HBO, Netfflix, Amazon, Paramount. Na publicidade é artista parceiro da Crocs e compôs músicas para diversas marcas nacionais e globais.
Como diretor musical já colaborou com diversos artistas em shows e festivais como: Lollapaloza, The town, Roskilde (Dinamarca), Kalorama (Portugal) e turnês por todo Brasil e Europa.

## Biografia

### Infância, Formação e Primeiros Passos
Desde cedo, Iuri Rio Branco teve uma relação visceral com o som. “Aos 8 anos, ele já lia partituras e dava aulas de bateria para os primos”, relembra o portal Rap em Pauta no TMDQA! — traçando o perfil de um garoto fascinado por encartes, metrônomos e gravadores. Seu primeiro contato com estúdios veio ainda adolescente: aos 13 anos, gravava com sua banda de rock em Brasília, onde cresceu.

Formado em publicidade, começou a carreira produzindo trilhas sonoras para agências e jingles. Mas, aos poucos, a vocação musical ganhou o centro da sua vida. Passou a gravar artistas independentes, inclusive de fora do Brasil, como de Cabo Verde, e logo se destacou pelo olhar sensível e pela estética única de suas produções.
“Sempre fui muito mais da criação do que da execução. Desde pequeno eu produzia na cabeça, mesmo sem saber que aquilo era produzir.”

 — Rolling Stone Brasil, 2025

### Chegada a São Paulo e Primeiras Colaborações
A mudança para São Paulo foi um divisor de águas. O contato com artistas do circuito alternativo fortaleceu sua assinatura como produtor — com identidade forte, som detalhado, e experimentações entre o analógico e o digital.
Sua produção no álbum Eletrocardiograma (2017), de Flora Matos, marca uma virada. A estética carregada de groove, dub e beats minimalistas já evidenciava uma abordagem que se afastava do padrão das bases prontas. Esse trabalho abriu portas para parcerias futuras de peso.

## Parceria de Longo Prazo com Jean Tassy
A aliança com o rapper Jean Tassy atravessa quase uma década, com cerca de 45 canções já lançadas. Em 2018, lançaram juntos o EP Ontem, mas foi com o álbum Acrônico (2024) que a dupla conquistou maior reconhecimento.
“O som que fazemos não existe por fora da nossa vivência. Se tem afeto ali, tem música.”

 — Iuri em entrevista ao TMDQA!
A crítica destacou a atmosfera introspectiva, batidas orgânicas, vocais tratados como instrumentos e a sensibilidade nos detalhes.

## Estouro com Marina Sena – “De Primeira” (2021)
O grande ponto de virada veio com a produção de De Primeira, álbum de estreia solo de Marina Sena, lançado em agosto de 2021. O trabalho mistura pop, samba, MPB e referências da música nordestina, mas com beats e estruturas modernas, marcando uma ruptura no som pop brasileiro.
O hit viral “Por Supuesto” — com beat criado por Iuri em apenas 30 minutos — transformou-se em fenômeno nas redes e rendeu diversas indicações a prêmios.
Esse trabalho rendeu a Iuri duas indicações ao Grammy Latino e a sua primeira nomeação ao Prêmio Multishow de Produção Musical do Ano em 2022.

## Do Pop ao Trap: Ecletismo e Estética
Em 2024, Marina Sena volta a trabalhar com Iuri em seu segundo disco, Vício Inerente. Com influências de trap, R&B e reggaetón, o álbum amplia ainda mais os horizontes do pop brasileiro. Singles como “Tudo Pra Amar Você” e “Que Tal” mostram a habilidade do produtor em criar faixas dançantes e densas ao mesmo tempo.
“A produção de Iuri Rio Branco é de outra esfera. Você sente a música como se ela estivesse viva.”

 — Popline, 2023
Nessa fase, Iuri também trabalhou com Gabriel Gonti no EP Tô Pela Cidade, onde o cantor elogia a forma objetiva e criativa do produtor:
“Iuri me tirou do cenário de sempre. Ele é muito direto e isso me fez sair do conforto, o que foi ótimo.”
— Gabriel Gonti, ao PapelPop

## Entre o Pop e o R&B: da potentes vozes femininas nacionais

### “Caju” – Liniker (álbumCaju, 2024)
- A faixa “Caju” abre o segundo álbum solo de Liniker, lançado em 19 de agosto de 2024. A canção é assinada por Liniker em parceria com Iuri Rio Branco e os produtores Fejuca e Gustavo Ruiz;
- A imprensa destaca que a letra da música "Caju" expõe vulnerabilidades e carências em versos confessionais. Musicalmente, a produção combina piano, sintetizadores, programação, bateria e percussão por Iuri, compondo uma sonoridade rica e sensível ;

### “Iôiô” – Luedji Luna (Antes Que a Terra Acabe, 2025)
- No álbum Antes Que a Terra Acabe (lançado surpresa em 13 de junho de 2025), a faixa “Iôiô” é presença confirmada na tracklist. A produção musical dessa canção foi assinada por Iuri Rio Branco;
- Além disso, Iuri atuou na gravação executiva e contribuiu diretamente com bateria, percussão, synths, arranjos, programações e efeitos especiais — mostrando que teve papel criativo intenso nessa faixa;

## Reconhecimento e estilo
- Iuri é duas vezes indicado ao Prêmio Multishow como Produtor Musical do Ano, além de ter três indicações ao Grammy Latino;
- Sua estética criativa se apoia em uma fusão entre o “cru” — o que ele chama de “podreira” — e a humanização da arte. Ele prefere baterias orgânicas, grooves ritmados e minimalismo cuidadoso ao invés de produções tão digitais que perdem profundidade. “Meu diferencial é a podreira... minhas produções são enxutas, mas tudo ali tem que estar” .
- A música negra é a base de sua construção sonora. Desde o primeiro disco que comprou — Dangerous, de Michael Jackson — ele sentiu a força rítmica dos estilos de matriz africana. Ele evita fórmulas prontas e busca referências amplas e diversas para surpreender, como ao sugerir sampler rock progressivo brasileiro para um artista de rap;

## Empreendedorismo Musical – Daluz
Além do estúdio, Iuri é cofundador da Daluz, selo musical e produtora criativa ao lado de Apollo Nove e Marcos Mota. O objetivo é repensar a cadeia de produção musical, integrando sound branding, marketing e curadoria de novos talentos.
“Estamos criando um novo modelo para desenvolver artistas, onde o som é o centro e todo o resto nasce a partir dele.”

 — Painel Rio2C 2025
| Ano  | Obra                 | Artista       | Papel            |
| ---- | -------------------- | ------------- | ---------------- |
| 2017 | Eletrocardiograma    | Flora Matos   | Produção Musical |
| 2018 | Ontem (EP)           | Jean Tassy    | Produção e beats |
| 2021 | De Primeira          | Marina Sena   | Produção total   |
| 2023 | Vício Inerente       | Marina Sena   | Produção total   |
| 2023 | Tô Pela Cidade (EP)  | Gabriel Gonti | Produção musical |
| 2024 | Acrônico             | Jean Tassy    | Produção total   |
| 2025 | “Mais Raro” (single) | Silva         | Produção musical |

## Destaques na Discografia Solo (como artista principal)
Segundo os dados mais recentes do Spotify (atualizados em 3 de agosto de 2025), entre os álbuns com mais streams de Iuri Rio Branco, estão:
- “Ontem” – 37,2 milhões de reproduções
- “Amanhã” – 22,4 milhões de reproduções
- “SEMRÉH” – 14,6 milhões de reproduções
- “Acrônico” (em parceria com Jean Tassy) – 9,6 milhões de reproduções
- “Taurus, Vol. 2” – 3,1 milhões de reproduções
- “Sabotage 50” – 2 milhões de reproduções Kworb

## Faixas Solo Principais e Novos Lançamentos
Tracks mais populares de Iuri Rio Branco no Spotify:
- “Diz Pra Mim” – 28,9 milhões de plays
- “SUV” – 10,1 milhões
- “+1 Minuto” – 8,1 milhões
- “Bicho Solto” – 6,2 milhões
- “Heureca” – 4,1 milhões
- “Dose” – 3,7 milhões
- “Sem Coração” – 3,1 milhões
- “Saudade” – 2,9 milhões
- “Pose” – 2,9 milhões
- “Tá de Cão” – 2,8 milhões Music Metrics Vault

Novos lançamentos (2024–2025):
- “Sangue Alienígena” – Abril de 2025
- “Ela Quer Fumar” – Novembro de 2024
- “Filho da Noite” – Novembro de 2024
- “OG” – Novembro de 2024 Music Metrics Vault